# Goephanes vadoni
Goephanes vadoni là một loài bọ cánh cứng trong họ Cerambycidae.